# Nordoberpfalz
Die Region Nordoberpfalz umfasst in Ostbayern die Gebiete der Landkreise Neustadt/Waldnaab, Tirschenreuth und der kreisfreien Stadt Weiden i.d.OPf. und somit den nördlichen Teil der Oberpfalz.

## Übersicht
| Landkreis, kreisfreie Stadt                | Kreisstadt               | Größte Gemeinde | Wappen                                          | Reg.-Bez. Lage | Kfz           | Ew     | Fläche (in km²) | Ew/km² | Anmerkungen                                                                       | Bild                                                    |
| ------------------------------------------ | ------------------------ | --------------- | ----------------------------------------------- | -------------- | ------------- | ------ | --------------- | ------ | --------------------------------------------------------------------------------- | ------------------------------------------------------- |
| Neustadt an der Waldnaab                   | Neustadt an der Waldnaab | Vohenstrauß     | Wappen des Landkreises Neustadt an der Waldnaab | Oberpfalz      | NEW, ESB, VOH | 96.400 | 1.427,67        | 68     | Ganzer Landkreis Naturpark.Größter Truppenübungsplatz Bayerns.                    | Burgruine Leuchtenberg                                  |
| Tirschenreuth                              | Tirschenreuth            | Tirschenreuth   | Wappen des Landkreises Tirschenreuth            | Oberpfalz      | TIR, KEM      | 72.147 | 1.084,24        | 67     | Stiftsbasilika Waldsassen, Waldnaabtal mit Burg Falkenberg.                       | Dreifaltigkeitskirche Kappl · Stiftsbasilika Waldsassen |
| Weiden in der Oberpfalz (kreisfreie Stadt) |                          |                 | Wappen der Stadt Weiden                         | Oberpfalz      | WEN           | 43.188 | 70,57           | 612    | Innenstadt mit dem Alten Rathaus und den Giebelhäusern, JugendstilkircheSt. Josef | St. Josef                                               |
| Nordoberpfalz                              | Nordoberpfalz            | Nordoberpfalz   | Nordoberpfalz                                   | Nordoberpfalz  | Nordoberpfalz | 211000 | 2582,5          | 81     |                                                                                   |                                                         |

## Geografie

### Lage
Die östliche Begrenzung der Nordoberpfalz bildet die Grenze zu Tschechien. Diese befindet sich im Oberpfälzer Wald und ist von Bergen wie dem Entenbühl, dem Schellenberg oder dem Fahrenberg begleitet.
Im Norden der Nordoberpfalz, welcher sich im Landkreis Tirschenreuth befindet, verläuft die Begrenzung zwischen Steinwald und Fichtelgebirge.
Im Westen der Nordoberpfalz gibt es mit dem Truppenübungsplatz Grafenwöhr den größten Truppenübungsplatz Bayerns. Mit 233 km nimmt er etwa 10 % der gesamten Nordoberpfalz ein.
Der Süden, der den flacheren Teil der Nordoberpfalz bildet, ist beherrscht durch das Naabtal mit seinen beiden Quellflüssen, der Haidenaab und der Waldnaab. Das Weidener Becken, das sich von Neustadt der Waldnaab entlang bis Luhe-Wildenau erstreckt, beherbergt die mit Abstand größte Stadt der Nordoberpfalz: Weiden in der Oberpfalz

## Organisationen
Mehrere Organisationen haben sich schon unter diesem Namen aus dem Gebiet zusammengeschlossen. So gibt es den Wirtschaftsclub Nordoberpfalz und die Kliniken Nordoberpfalz AG. In dieser wurden die bisherigen öffentlich-rechtlichen Krankenhäuser der Gebietskörperschaften zusammengefasst. Auch Parteien und deren Jugendverbände verwenden stellenweise diese Bezeichnung in ihrem Namen. So beispielsweise der Kreisverband DIE LINKE. Nordoberpfalz und dessen Jugendverband Linksjugend Nordoberpfalz. Auch die Jusos Nordoberpfalz verwenden den Begriff.
Es war auch ein Zusammenschluss der Sparkassen aus den besagten Gebiet unter dem Namen Sparkasse Nordoberpfalz vorgesehen, aber nachdem die Vereinigten Sparkassen im Landkreis Neustadt/Waldnaab davon Abstand genommen haben, firmiert der Zusammenschluss der Sparkassen Tirschenreuth und Weiden nun unter dem Namen Sparkasse Oberpfalz Nord. Auch die Volksbank Nordoberpfalz und die Raiffeisenbanken Weiden und im Stiftland haben sich zur Volksbank Raiffeisenbank Nordoberpfalz eG zusammengeschlossen.
Auch das 2019 in Weiden eröffnete Einkaufszentrum Nordoberpfalz Center (NOC) trägt den Namen der Region.

## Städte
| Stadt                       | Landkreis               | Einwohner 1 | Bezeichnung     |
| --------------------------- | ----------------------- | ----------- | --------------- |
| Weiden                      | kreisfrei               | 42.535      | Hochschulstadt  |
| Tirschenreuth               | Landkreis Tirschenreuth | 8.594       | Kreisstadt      |
| Vohenstrauß                 | Landkreis Neustadt      | 7.563       | ehm. Kreisstadt |
| Waldsassen                  | Landkreis Tirschenreuth | 6.643       | Stadt           |
| Mitterteich                 | Landkreis Tirschenreuth | 6.533       | Stadt           |
| Grafenwöhr                  | Landkreis Neustadt      | 6.451       | Stadt           |
| Neustadt a.d.Waldnaab       | Landkreis Neustadt      | 5.709       | Kreisstadt      |
| Kemnath                     | Landkreis Tirschenreuth | 5.578       | ehm. Kreisstadt |
| Erbendorf                   | Landkreis Tirschenreuth | 5.022       | Stadt           |
| Windischeschenbach          | Landkreis Neustadt      | 4.630       | Stadt           |
| Altenstadt a.d.Waldnaab     | Landkreis Neustadt      | 4.734       | Markt           |
| Eschenbach in der Oberpfalz | Landkreis Neustadt      | 4.331       | ehm. Kreisstadt |
| Pressath                    | Landkreis Neustadt      | 4.267       | Stadt           |
| Waldershof                  | Landkreis Tirschenreuth | 4.204       | Stadt           |